# Kanton Clermont-Ferrand-Sud-Est
Kanton Clermont-Ferrand-Sud-Est (fr. Canton de Clermont-Ferrand-Sud-Est) je francouzský kanton v departementu Puy-de-Dôme v regionu Auvergne. Tvoří ho pouze jihovýchodní část města Clermont-Ferrand.